# Apollodóros (epikurejec)
Apollodóros, někdy též zvaný Képotyrannos (řec. Απολλόδωρος κηποτύραννος; 2. století př. n. l.), byl starořecký filozof, jenž v 2. polovině 2. století př. n. l. vedl v Athénách epikurejskou filozofickou školu.

## Život
O jeho životě je známo jen málo. Byl jedním z nástupců Epikúra ve vedení epikurejské filozofické školy, jež se nazývala Zahrada (řec. κῆπος; Kêpos); proto byl nazýván Képotyrannos, to je „vládce Zahrady". Školu vedl v 2. polovině 2. století př. n. l. a Díogenés Laertios uvádí, že se stal slavným filozofem. Za Apollodóra dosáhla škola velikého rozkvětu a vysokého počtu žáků. Jeho posluchačem byl i Zénón ze Sidonu, který později též stanul v čele epikurejské školy.

## Dílo
Dle Díogena Laertia napsal Apollodóros více než 400 knih, ale zachovaly se z nich jen názvy dvou děl a několik zlomků. Byl autorem spisu O životě Epikúrově. V knize Sbírka pouček se snažil ukázat, že toho, co napsal Epikúros vlastní silou a bez připojení svědectví, je tisíckrát více než toho, co napsal stoik Chrýsippos ze Soloi. Díogenés Laertios cituje z tohoto spisu větu: „Odstranil-li by kdo z knih Chrýsippových vše, co je připojeno cizího, zůstanou mu jen prázdné listy."